# Lasioserica maculata
Lasioserica maculata är en skalbaggsart som beskrevs av Brenske 1894. Lasioserica maculata ingår i släktet Lasioserica och familjen Melolonthidae.

## Underarter
Arten delas in i följande underarter:
- L. m. jiriana
- L. m. galadrielae
- L. m. bhutanica